# Римас, Томас
Томас Римас (лит. Tomas Rimas; 2 мая 1978, Таураге) — литовский футболист, защитник.

## Карьера
У себя на родине на протяжении нескольких сезонов выступал в элитной лиге за «Инкарас» и «Вильнюс». В 2005 году Римас перебрался в эстонский «ТФМК». В его составе он становился чемпионом, обладателем Кубка и Суперкубка страны.
В 2008 году играл в составе «Судувы», но выходил на поле только в неофициальных турнирах (Балтийская лига), также выступал в этом сезоне за «Бангу», занявшую третье место в первом дивизионе.
С 2008 по 2011 год литовец играл в клубе «Нарва-Транс». В нём защитник неоднократно выигрывал медали эстонского первенства. После ухода из этой команды Римас вернулся в родной город и в течение одного сезона играл за аутсайдера литовского чемпионата «Таурас», затем завершил свою карьеру.

## Достижения
- Чемпион Эстонии (1): 2005.
- Бронзовый призёр Чемпионата Эстонии (4): 2007, 2009, 2010, 2011.
- Обладатель Кубка Эстонии (1): 2005/06.
- Обладатель Суперкубка Эстонии (1): 2006.